# Meiraha
Meiraha (ou Méiraha) est une localité du Cameroun située dans le département du Logone-et-Chari et la Région de l'Extrême-Nord, au sud du lac Tchad. Elle fait partie de la commune de Makary et du canton d'Afade. 

## Population
Lors du recensement de 2005, on y a dénombré 501 personnes.